# Lanvallay
Lanvallay település Franciaországban, Côtes-d’Armor megyében. Lakosainak száma 4235 fő (2022. január 1.). Lanvallay Taden, Calorguen, Les Champs-Géraux, Dinan, Saint-Carné és Saint-Hélen községekkel határos.

## Népesség
A település népességének változása:
| Lakosok száma | 1599 | 3307 | 3068 | 3268 | 3903 | 4070 | 4187 | 4191 | 4209 | 4235 |
|               | 1968 | 1982 | 1999 | 2006 | 2013 | 2015 | 2017 | 2018 | 2020 | 2022 |